# Chi Phèo heo
Enterolobium là một chi thực vật có hoa trong họ Đậu.

## Các loài
- Enterolobium barinense Cardenas & Rodriguez
- Enterolobium barnebianum Mesquita & M.F.Silva
- Enterolobium contortisiliquum (Vell.) Morong
- Enterolobium cyclocarpum (Jacq.) Griseb. - Điệp phèo heo, phượng phèo heo, phèo heo, guanacaste (Trung Mexico về phía nam tới Bắc Brasil.). Loài này có du nhập vào Việt Nam.
- Enterolobium ellipticum Benth.
- Enterolobium glaziovii (Benth.) Mesquita
- Enterolobium guaraniticum (Chodat & Hassl.) Hassl.
- Enterolobium gummiferum (Mart.) J. F. Macbr.
- Enterolobium maximum Ducke
- Enterolobium monjollo Benth.
- Enterolobium oldemanii Barneby & J.W. Grimes
- Enterolobium schomburgkii (Benth.) Benth.
- Enterolobium timbouva Mart.

## Hình ảnh

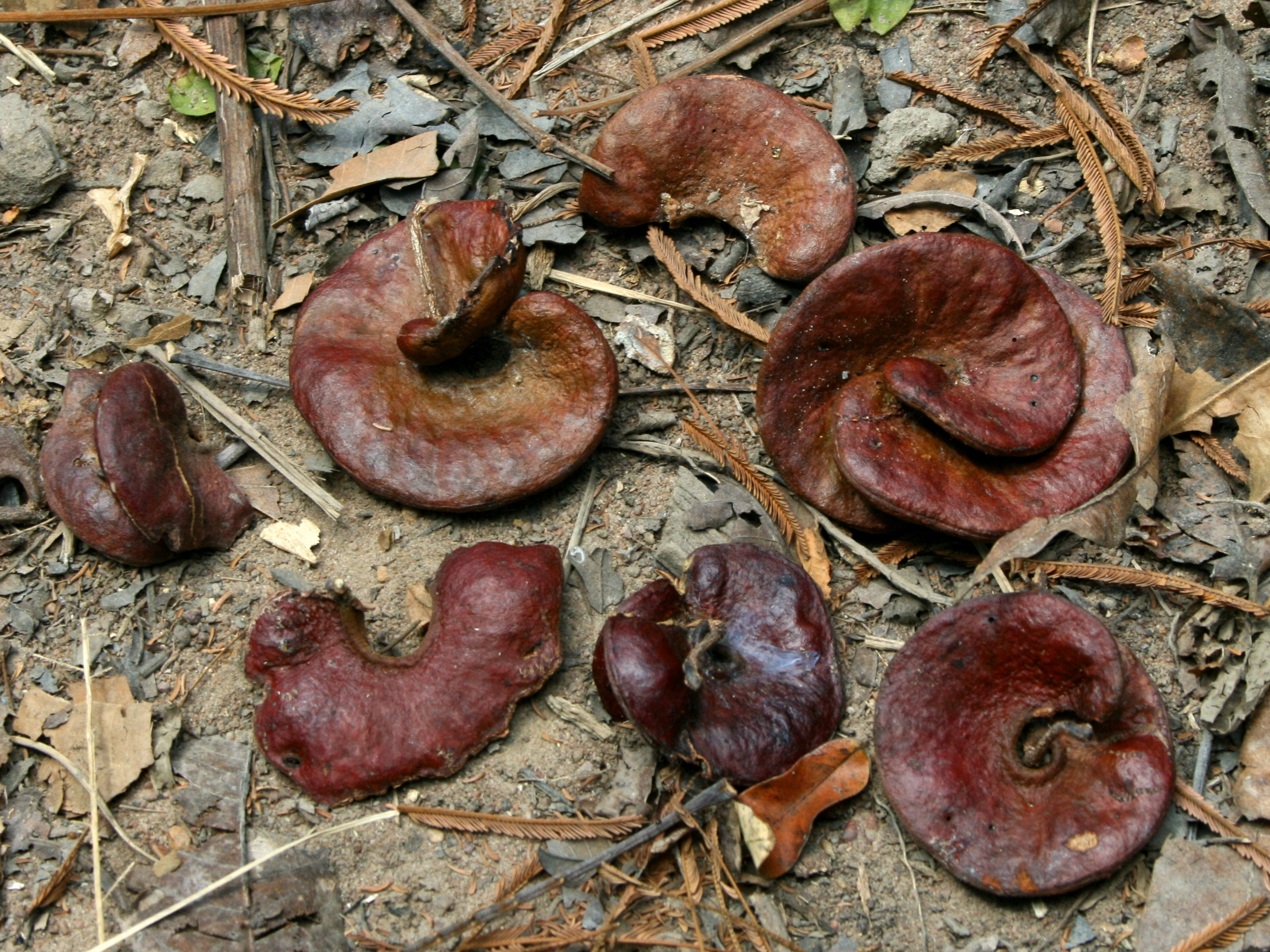
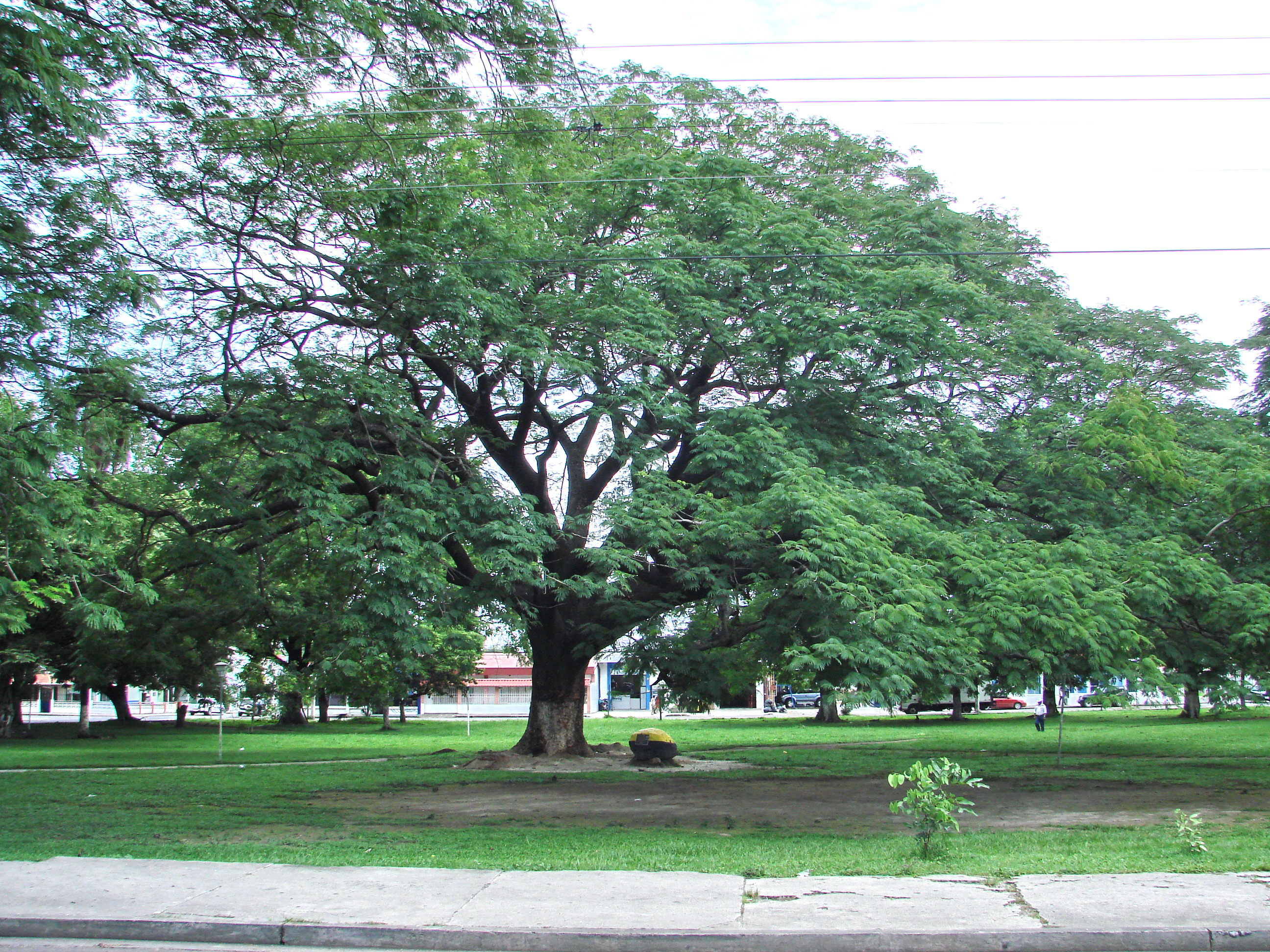
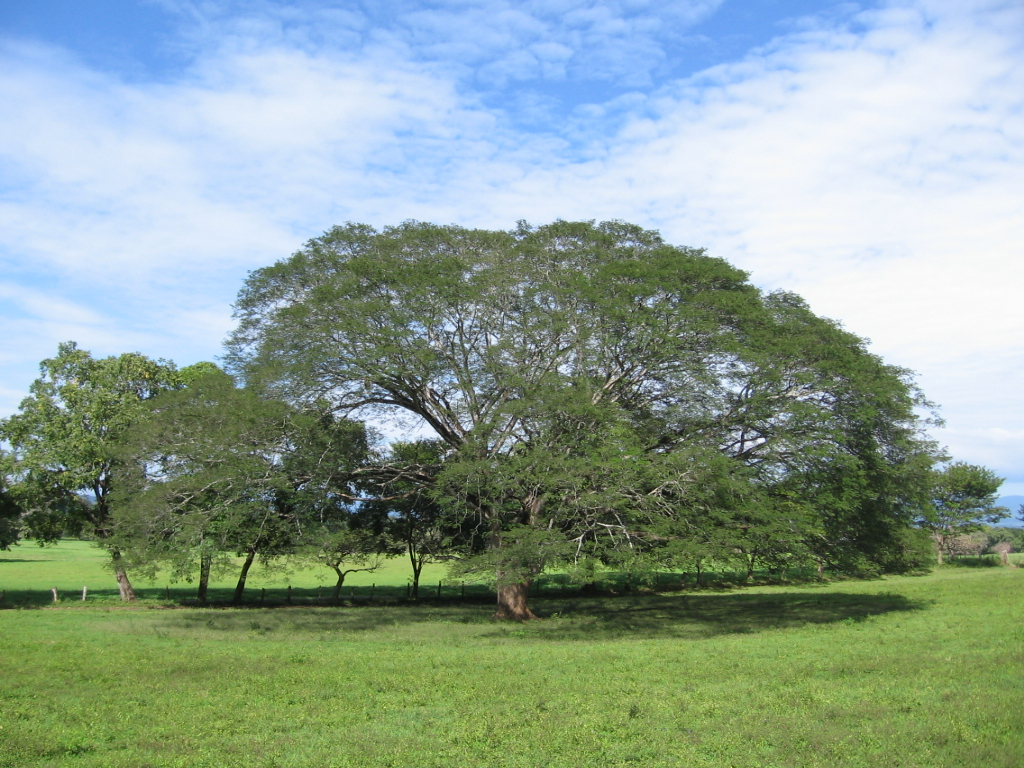
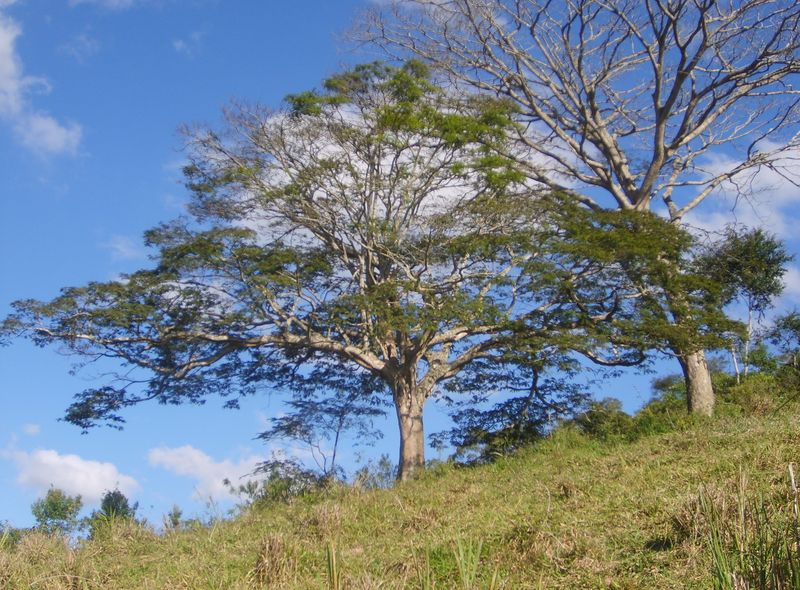